# Вернер I (Хабсбург)
Вернер I фон Хабсбург (на немски: Werner I von Habsburg „der Fromme“; * ок. 1030; † 11 ноември 1096) е граф на Хабсбург и Клетгау (1045 – 1082) и фогт на Мури. Той е прародител на римско-немския крал Рудолф I Хабсбургски (1218 – 1291).

## Биография
Вернер е третият син на Радбот фон Хабсбург († 1045), граф в Клетгау, и Ита фон Лотарингия († сл. 1035), дъщеря на херцог Фридрих I от Горна Лотарингия и Беатрис Френска. Родителите му строят замък Хабсбург и основават манастир Мури в Швейцария през 1027 г.
След смъртта на баща му през 1045 г. той и двата му братя Ото I (1015 – 1055)
и Албрехт I (1016 – 1055) си поделят наследството му.
Вернер е роднина на Рудолф фон Райнфелден (ок. 1025 – 1080), и е обвинен през 1069 г., че има връзка със съпругата му Аделхайд Торинска.
Граф Вернер се отказва през 1082 г. от владението над манастир Мури и го преобразува на фогтай.

## Фамилия
Вернер I се жени за Регилинда графиня на Баден (от род Ленцбург-Баден). Те имат децата:
- Албрехт II († 14 юли 1140), фогт на Мури, граф на Хабсбург, умира без наследник;
- Ото II († 8 ноември 1111), граф на Хабсбург;
- Ита († сл. 1125), омъжена за граф Рудолф II фон Тирщайн-Хомберг-Фрик († сл. 1114).